# Saunino
Saunino (ros. Саунино) – wieś w Rosji, w rejonie szeksnińkim obwodu wołogodzkiego. W 2010 r. liczyła 4 mieszkańców.